# Typhlodromus spiralis
Typhlodromus spiralis är en spindeldjursart som först beskrevs av Wainstein och Kolodochka 1974.  Typhlodromus spiralis ingår i släktet Typhlodromus och familjen Phytoseiidae. Inga underarter finns listade i Catalogue of Life.